# ライダル・マウント

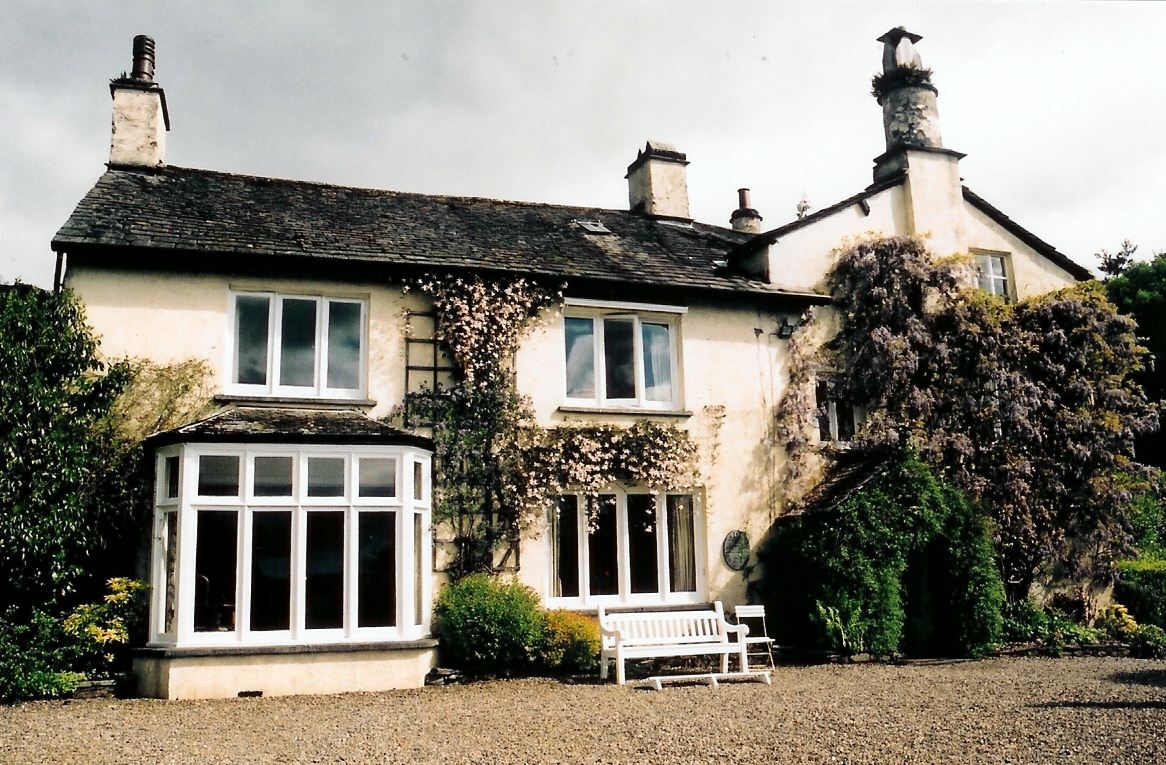
詩人ウィリアム・ワーズワースが住んでいたライダル・マウント

ライダル・マウント (英語: Rydal Mount) は、イギリス湖水地方のアンブルサイド近くのライダルにある家である。この家は、詩人ウィリアム・ワーズワースが1813年から1850年に亡くなるまで住んでいた家である。現在は作家の家に入っている文学館として運営されている。

## 歴史
ワーズワースは1770年にカンバーランドのコッカーマスで生まれ、子供の頃から湖水地方をよく知っていた。 1787年にケンブリッジ大学で学ぶために移住し、その後12年間イギリスとヨーロッパ大陸を旅した。1799年から1808年まで8年以上グラスミア近郊のダブ・コテージで過ごしたが、家族が増え、訪問者が多くなったため、転居を余儀なくされた。グラスミアのアラン・バンクでしばらく暮らした後、ワーズワース一家は1813年にライダル・マウントに移り、そこで亡くなるまで暮らした。
ライダル マウントの丘陵地からは、グラスミア湖とウィンダミア湖の両方が見える。ライダルの庭園の設計はウィリアムが担当し、ウィリアムは、この庭園は自宅の広々とした書斎ではなく、自分のオフィスだとよく言っていた。メイン ハウスから離れた高台にありながら、敷地と2つの近くの湖の両方を見渡せる場所に、ウィリアムは「書斎小屋」を建て、そこで執筆にほとんどの時間を費やした。この小屋は、小さな屋根の付いたベンチがあるだけのものだったが、頻繁に降る雨から身を守り、家から逃げる場所となった。ケズウィックの自宅から歩いて下りてきたサミュエル・テイラー・コールリッジが、この家をよく訪問した。
ワーズワースは1850年に、妻のメアリーは1859年に亡くなった。 ライダル・マウントは、ウィリアムの玄孫であるメアリー・ヘンダーソン（旧姓ワーズワース）が1969年に購入した。現在もワーズワース家の所有であり、1970年から一般公開されている。ライダル・マウントはグレードIの指定建造物である。

## ギャラリー

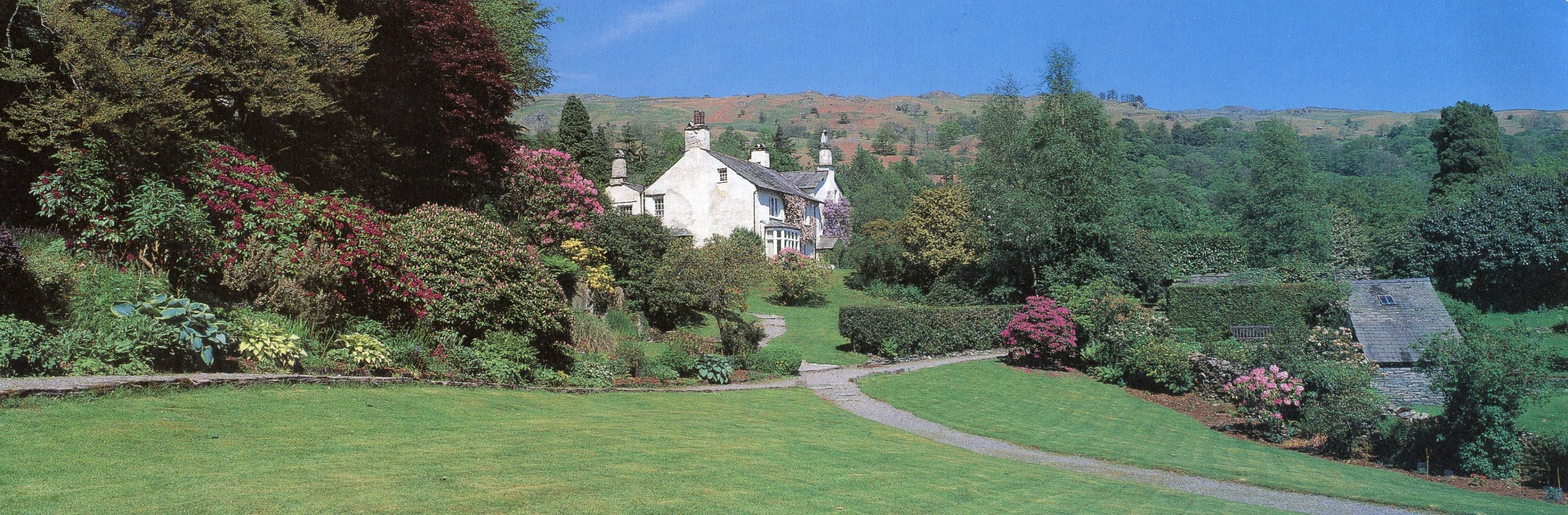
ライダルマウントのパノラマ写真
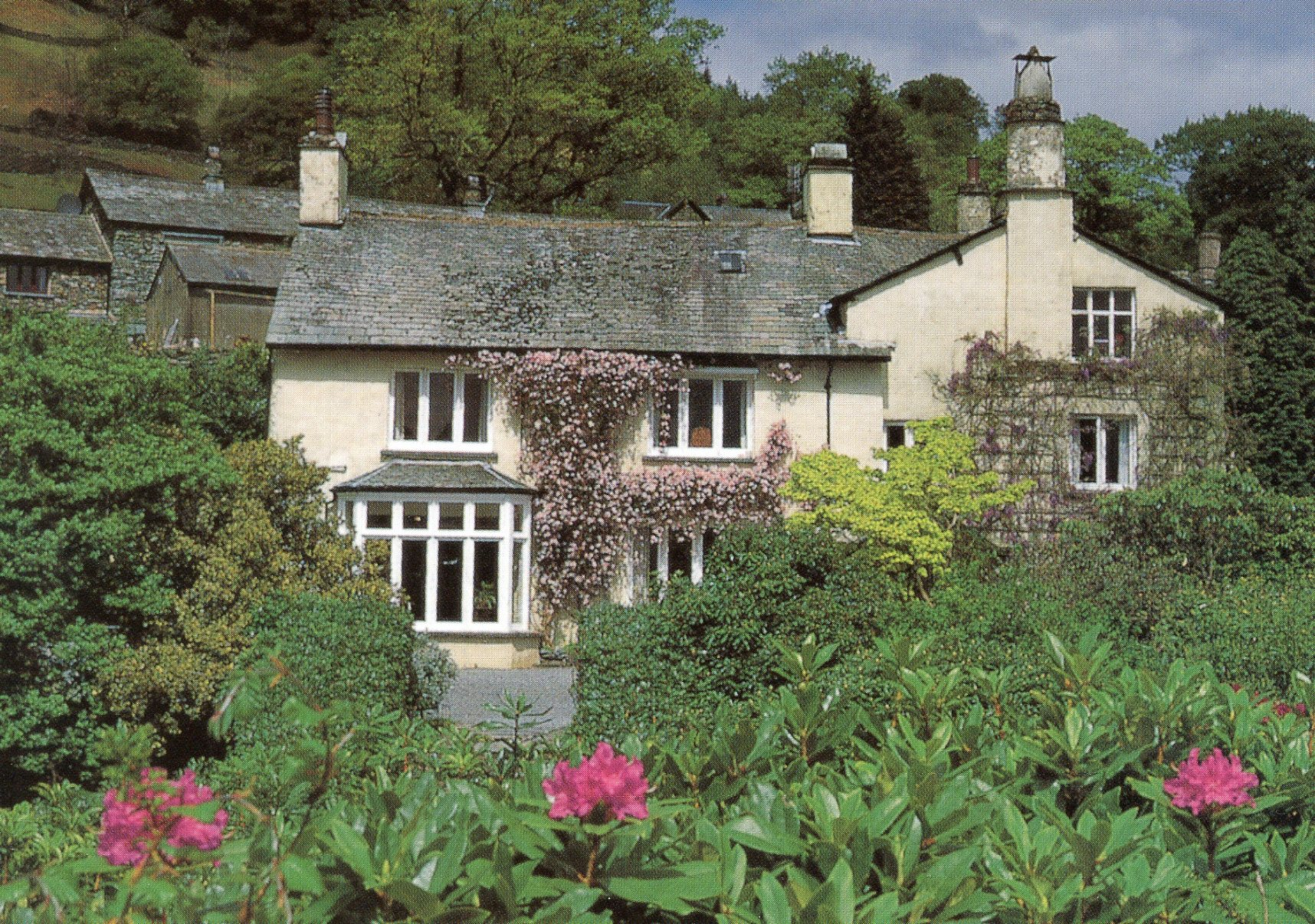
ウィリアム・ワーズワースが造園した庭園
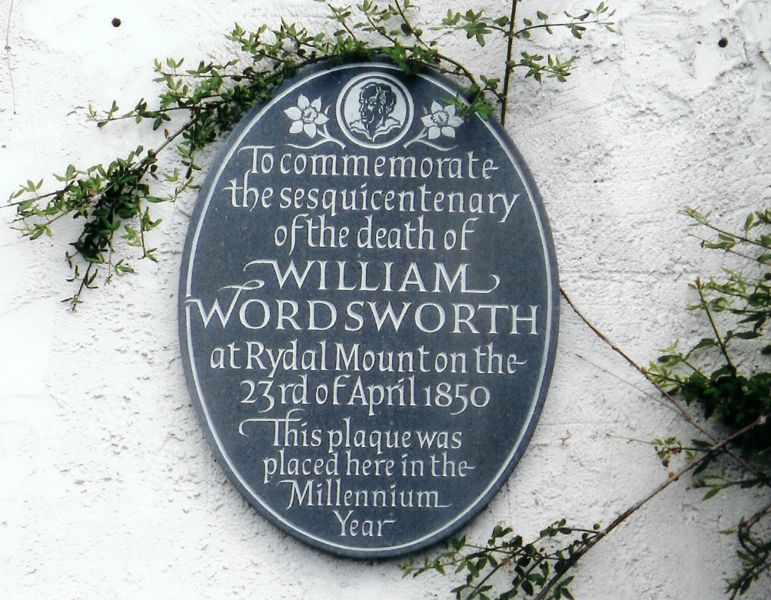
詩人の家にあるジョン・ショー作の記念碑